# ハヨ・ヘルマン
ハンス＝ヨアヒム・ヘルマン（Hans-Joachim Herrmann、1913年8月1日 - 2010年11月5日）は、ドイツの空軍軍人、弁護士、ネオナチ活動家。最終階級は空軍大佐（Oberst）。柏葉・剣付騎士鉄十字章受章。
ハヨ・ヘルマン（Hajo Herrmann）の愛称で知られる。第二次世界大戦中、エルベ特攻隊を指揮する。戦後は弁護士としてドイツ国内外のホロコースト否認論者や極右活動家を弁護した。

## 来歴

### ドイツ空軍
キールに生まれる。1933年にドイツ国防軍に入営。当初は歩兵科だったが、1935年には空軍総司令ヘルマン・ゲーリング直々の勧誘を受けて新設のドイツ空軍に移籍した。1936年から1937年までコンドル軍団の爆撃手、対空砲監察官としてスペイン内戦に従軍。
第二次世界大戦ではポーランド侵攻、バトル・オブ・ブリテンに参加。ロンドン東部のテムズ川河口近くにあるインディア・ドックを爆撃した。1940年10月に騎士鉄十字章を受章。1941年に地中海戦域に配置換えとなり、イギリス軍の戦略拠点であるマルタ島を爆撃した。同年4月、ドイツ空軍はピレウス軍港の英海軍部隊に対する封鎖作戦を立案し、6日深夜から7日未明にかけて実施された。この作戦は機雷の投下により軍港を封鎖することが主目的とされていたが、ヘルマンは命令を無視して乗機のJu-88爆撃機に250kg爆弾2発を積み込み艦船への爆撃を敢行した。ヘルマンが投下した爆弾は爆薬を満載していた輸送船クラン・フレーザーに命中、これの誘爆により大小あわせて10隻の艦船が沈み、港湾施設にも深刻な打撃を与えることになる。これは命令に違反した行動ではあったが、敵艦船11隻撃沈という戦功により黙認され、ヘルマンら乗員4名には司令部から感状が送られた。その後、独ソ戦に従軍し、ソビエト連邦に物資を供給する連合軍の輸送船をノルウェーから出撃してムルマンスク港で爆撃した。
1943年5月、ヘルマンの提案により夜間戦闘隊である第300戦闘航空団(Jagdgeschwader 300)が結成され、これの指揮官に任命された。この部隊では「ヴィルデ・ザウ」（「イノシシ」）と呼ばれる特殊な夜間防空作戦を展開した。これは敢えて地上の灯火管制を行わず、地上からありったけの照明で夜空を照らして敵爆撃機のシルエットを浮かび上がらせ、上空に待機した戦闘機隊がこれを襲撃するという戦術であった。同年8月23日夜から24日未明にかけてのベルリン空襲の際にはヴィルデ・ザウ戦法により多数の英空軍ランカスター爆撃機が撃墜された。ヘルマンも指揮官として防空戦に参加し、この戦功により騎士鉄十字章に柏葉章が付される。空軍司令官ゲーリングからの信頼を得ていたが、それは時に空軍の序列を無視した組織運営の才と、連合軍の戦略爆撃に対する防空作戦の成功によるものだった。1944年1月、航空省夜戦総監(Inspekteur der Nachtjagd in the Reichsluftfahrtministerium)として騎士十字章に剣章が付される。
1944年10月、神風特別攻撃隊の出撃が新聞等で報じられると、ヘルマンは日本の大島浩駐独大使を招くなどして情報を集めた後、爆撃機への体当たり攻撃を任務とするエルベ特別攻撃隊の創設に着手する。この部隊は1945年4月7日の大空襲の折に実際に出撃している。

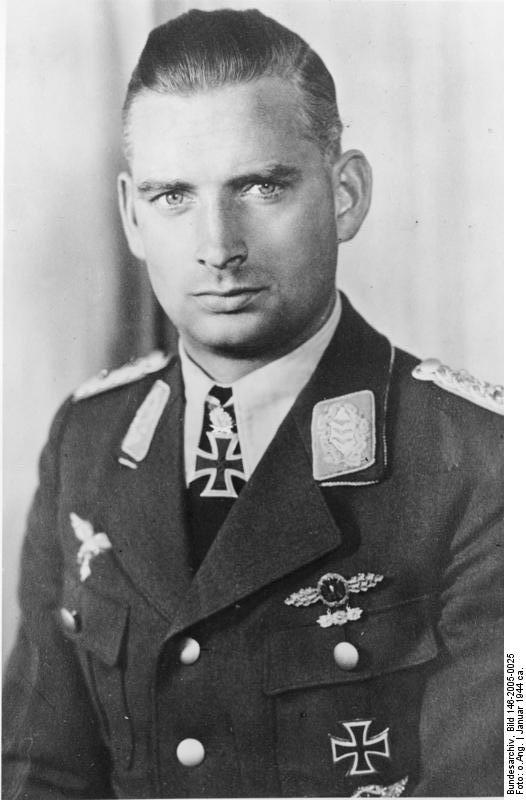
剣付柏葉騎士鉄十字章を受章したヘルマン（1944年1月）

第二次世界大戦中の自身の出撃370回、9機撃墜（すべて夜間戦闘によるもの）、被撃墜は4回であった。

### 戦後
敗戦後、ソビエト連邦で赤軍の捕虜となった。1955年10月に西ドイツに帰還。1959年に歌手で教師の女性と結婚し、二児をもうけた。大学で法学を学び、1965年にデュッセルドルフで弁護士事務所を開業した。
ヘルマン自身極右思想の持ち主であるが、元ナチスやネオナチ、さらホロコースト否認論者の弁護活動で著名になった。顧客にはオットー・エルンスト・レーマー、デイヴィッド・アーヴィング、自称ガス室専門家のフレッド・ロイヒター(en:Fred A. Leuchter)などがいる。ヘルマンは第二次世界大戦に関する書物を著し、ドイツ国民同盟（DVU）やドイツ国家民主党（NPD）のための演説をしていた、
2010年11月5日、死去。97歳没。

## 著書
- Bewegtes Leben - Kampf- und Jagdflieger 1935 - 1945 (1984, 1993) ISBN 3-613-01008-9
- Als die Jagd zu Ende war - Mein Flug in die sowjetische Gefangenschaft (1999, 2003) ISBN 3-8289-0330-4
- "Supersoldiers" - Die Wehrmacht im Urteil ausländischer Experten (2006) ISBN 3-924309-77-9 (編集担当)
- Erinnerungen eines deutschen Luftwaffenoffiziers (2006, selbst gesprochenes Hörbuch auf 2 CDs)
- Kleine Odyssee - Der Luftangriff auf den Hafen von Piräus (2007, Hörbuch auf 2 CDs - Herrmann spricht die Einleitung)

## 関連作品
- 『ヒトラーの特攻隊 － 歴史に埋もれたドイツの「カミカゼ」たち』　2009年　三浦耕喜　作品社

## 註
1. ↑  Oberst Hajo Herrmann verstorben pro-sarrazin　2010-11-6